# Affaire de la grande Jeannette
L'affaire de la grande Jeannette ou le massacre du moulin de Cuissat est une affaire criminelle française. Elle implique Jeanne Delozanne dite « la grande Jeanette » ainsi que cinq ou six complices. Jugés coupables de l’assassinat de la famille Destouches, survenu fin août 1785, à Prouilly, quatre d'entre eux sont condamnés à mort. Jeanne Delozanne est la dernière personne soumise légalement à la torture en France.
La redécouverte de son crâne en mars 2019, lance une polémique autour d'une potentielle inhumation.

## Déroulement du crime
Dans la nuit du 20 au 21 août 1785, un groupe de six ou sept individus, visages dissimulés, font irruption dans le moulin Cuissat, ancien moulin de Prouilly.
À l'aide de masses, marteaux et barres de fer ils assassinent Nicolas Destouches, meunier ainsi que son épouse,,, Marie Françoise Darvillier, dans leur chambre pendant leur sommeil, leurs filles Marie-Ange et Marie-Anne de 9 et 5 ans sont, elles, frappées dans leurs lits. Leur fils aîné,,,, nommé aussi Nicolas Destouches et âgé de 13 ans, est, lui, tué dans l'écurie. Nicolas Reimbault, garde-moulin est tué dans ses appartements, son ami et confrère Louis Poignard, garde-moulin à Reims, de passage, est lui aussi assassiné lors des évènements,,,.

## Enquête

### Découverte des corps et enquête du bailliage de Châtillon-sur-Marne

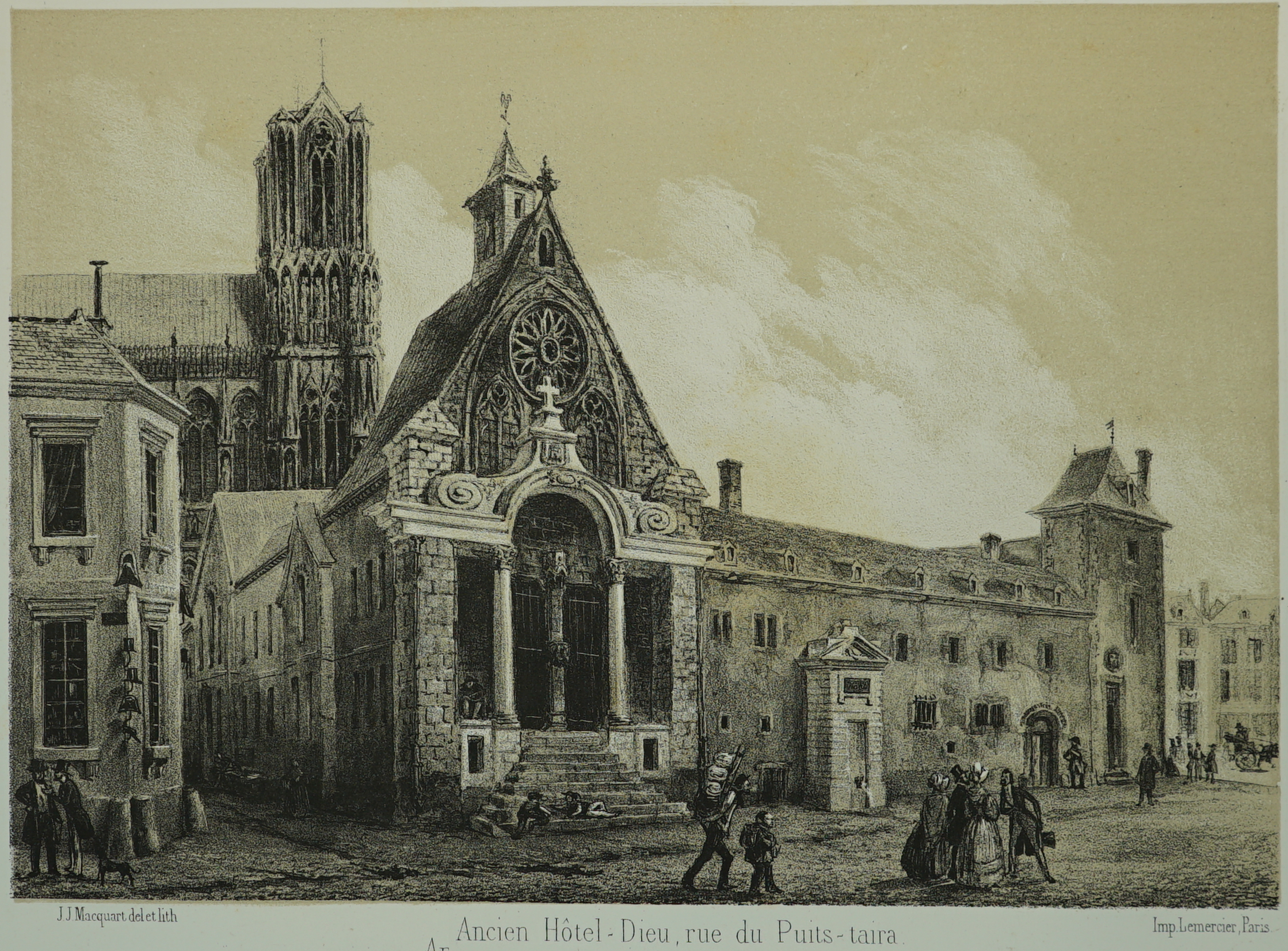
L'hôtel-dieu de Reims était situé à l'emplacement de l'actuel palais de justice. Lithographie, Album Rémois, Jean Joseph Macquart, 1845.

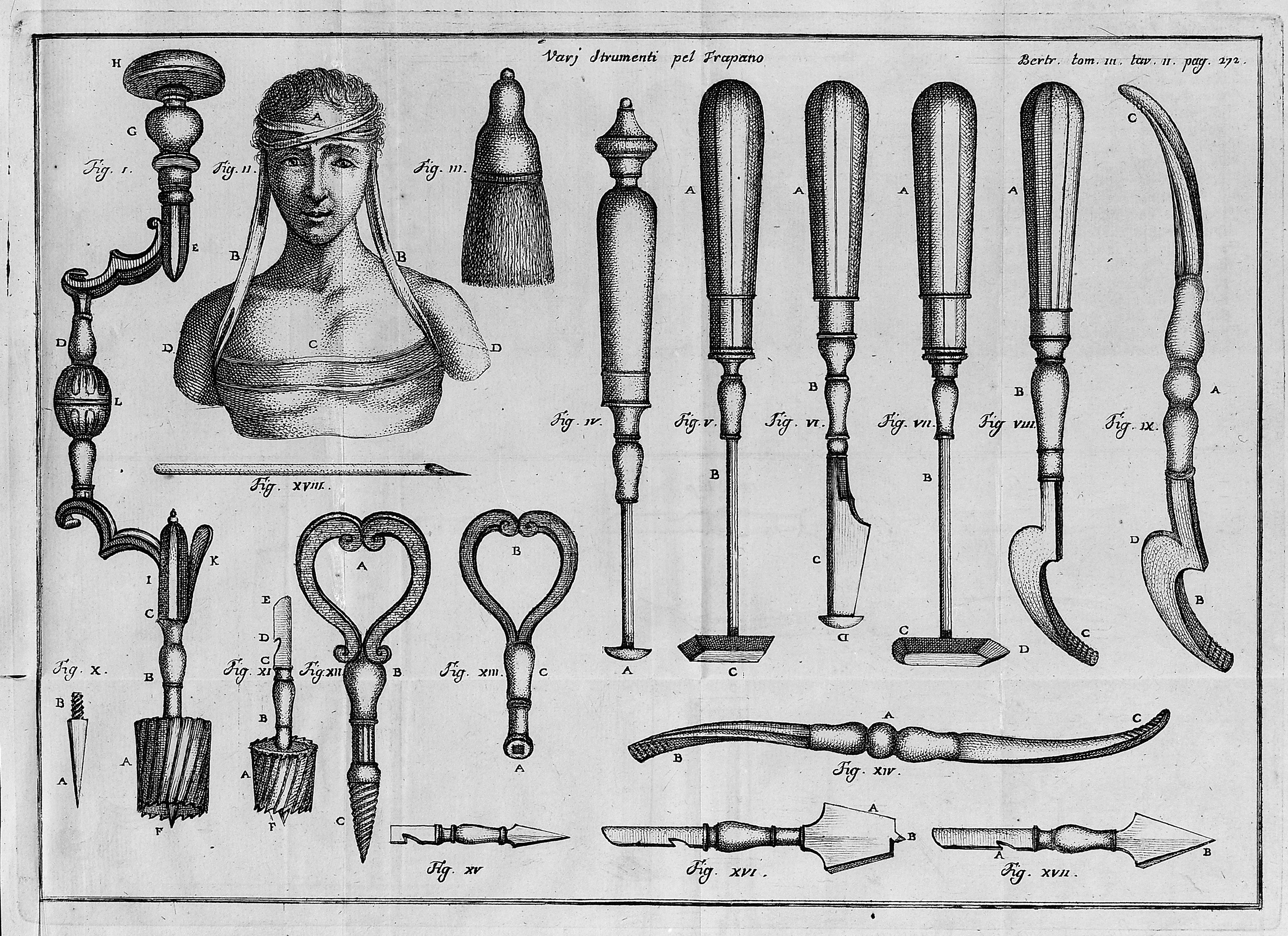
Instruments pour pratiquer une trépanation. Ambrogio Bertrandi, Opere, 1786.

Le matin du 21 août 1785, un habitant du village, surpris de l'inactivité du moulin, entre sur les lieux du crime et découvre les corps de la famille Destouches. La nouvelle est colportée dans le village, et les habitants décident d'avertir la justice,.
Peu de temps après, les gendarmes de Châtillon-sur-Marne arrivent en compagnie du docteur Bruneau. Lors de l'examen de la scène du crime, le docteur Bruneau constate que les deux fillettes sont encore vivantes et les fait transporter d'urgence à l'Hôtel-Dieu de Reims (situé à l'emplacement de l'actuel palais de justice),. Les corps des autres victimes sont amenés à l'église de Prouilly et sont auscultés par les médecins Le Camus et Bruneau
Une fois à Reims, le chirurgien Pierre Museux tente alors une trépanation sur les deux petites filles. L'opération vient à peine de commencer quand, Marie-Ange, l’aînée, se met à crier : « Vous me faites mal comme Jean Gibon ! »,,. Elle décèdera le lendemain et sa petite sœur, Marie-Anne, le surlendemain.
Les habitants de Prouilly ainsi que des villages de Jonchery-sur-Vesle, Muizon et Pévy portent majoritairement leurs soupçons sur des vagabonds.
À la suite de plusieurs témoignages, le juge chargé de l'affaire entend interroger trois des habitants de Prouilly : Nicolas Dargent, 45 ans, journalier et ancien exploitant du moulin de Cuissat, Nicolas Delahautemaison, 34 ans, ancien employé du moulin et son petit frère, Joseph Delahautemaison, âgé de 19 ans,, domestique à Rosnay.

### Transfert du dossier au bailliage de Reims
Le 5 septembre,, l'affaire passe du bailliage de Châtillon-sur-Marne à celui de Reims. Le juge Jean-Thierry Gaultier est chargé de l’enquête. Il fait arrêter Dargent, les frères Delahautemaison ainsi qu'un dénommé Nicolas Niquet, âgé de 33 ans qui fut lui aussi meunier au moulin Cuissat,,. Ils sont enfermés tous les quatre dans la prison de la Belle-Tour. Tous nient avoir un quelconque lien avec la tuerie,.

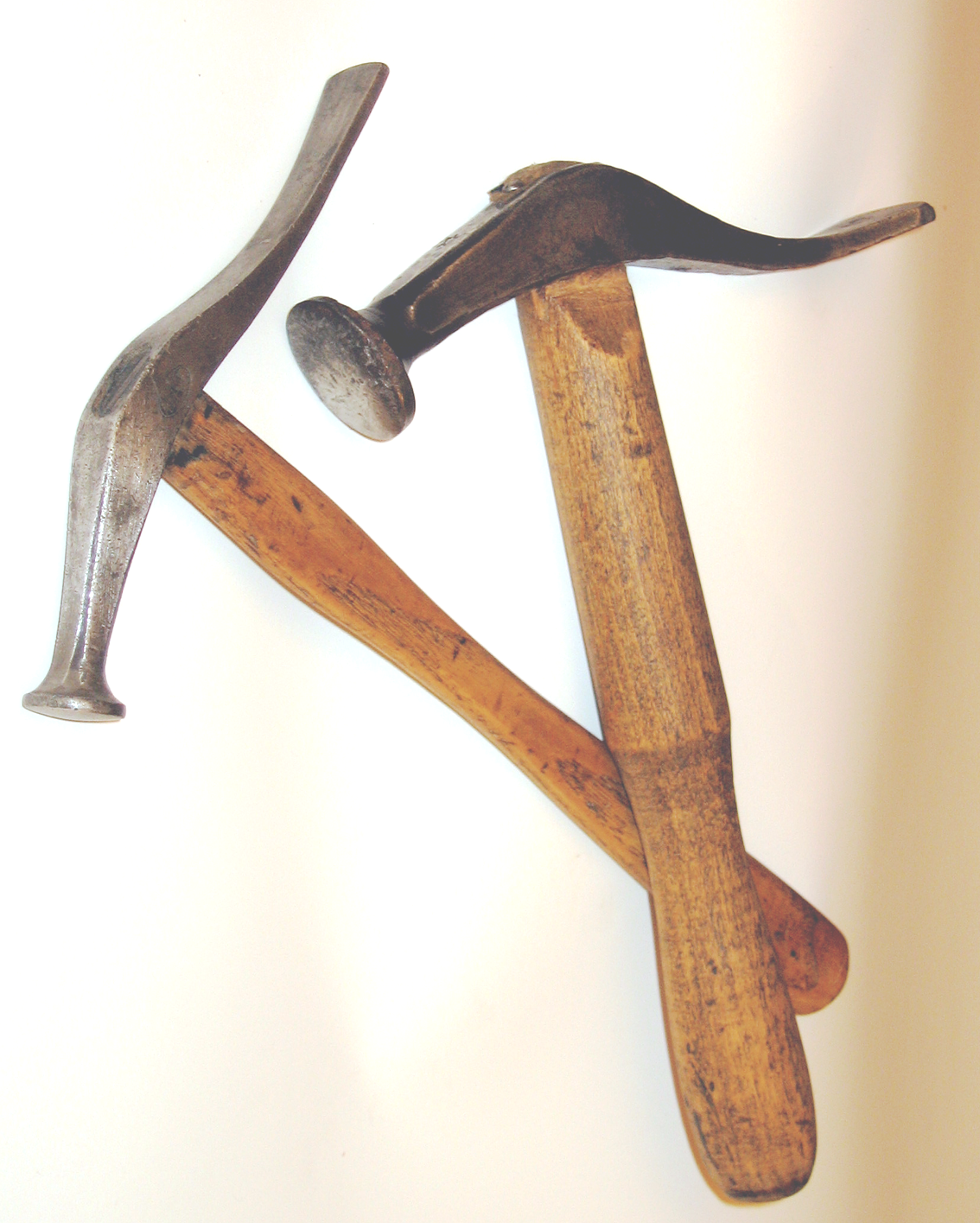
Type de marteaux utilisé dans plusieurs professions liées au travail du cuir.

Au fil de l’enquête, un témoignage mentionne que, quelques jours plus tôt, une dénommée Jeanne Delozanne, ancienne meunière, a proféré des menaces de mort à l'encontre de Nicolas Destouches. Jeanne a déjà eu affaire à la justice locale. Les gendarmes connaissent cette femme surnommée « la grande Jeannette ».
Jeanne est arrêtée,,, le 1er octobre, non sans résistance et enfermée à la prison de la Belle-Tour,. Le juge qui l'interroge n'obtient que des insultes mais aucun aveu.
Le docteur Museux, chirurgien, apporte au dossier son témoignage, les propos tenus par Marie-Anges Destouches la veille de son décès: « Vous me faites mal comme Jean Gibon ! ». Les gendarmes identifient celui qui se fait surnommer Gibon. Il s'agit de Jean-Baptiste Neveux, 26 ans et cordonnier à Prouilly,. D'après les chirurgiens, le type de marteau que Jean Baptiste Neveux utilise pour son métier peut avoir causé les blessures retrouvées sur les corps.
Arrêté et interrogé,,, le 10 octobre, il avoue sa participation dans l'affaire,, mais prétend avoir juste tenu la lampe et n'avoir tué personne. Aussi, il confirme la présence de Nicolas Dargent et de Niquet ainsi que des frères Delahautemaison,.

## Procès et peines

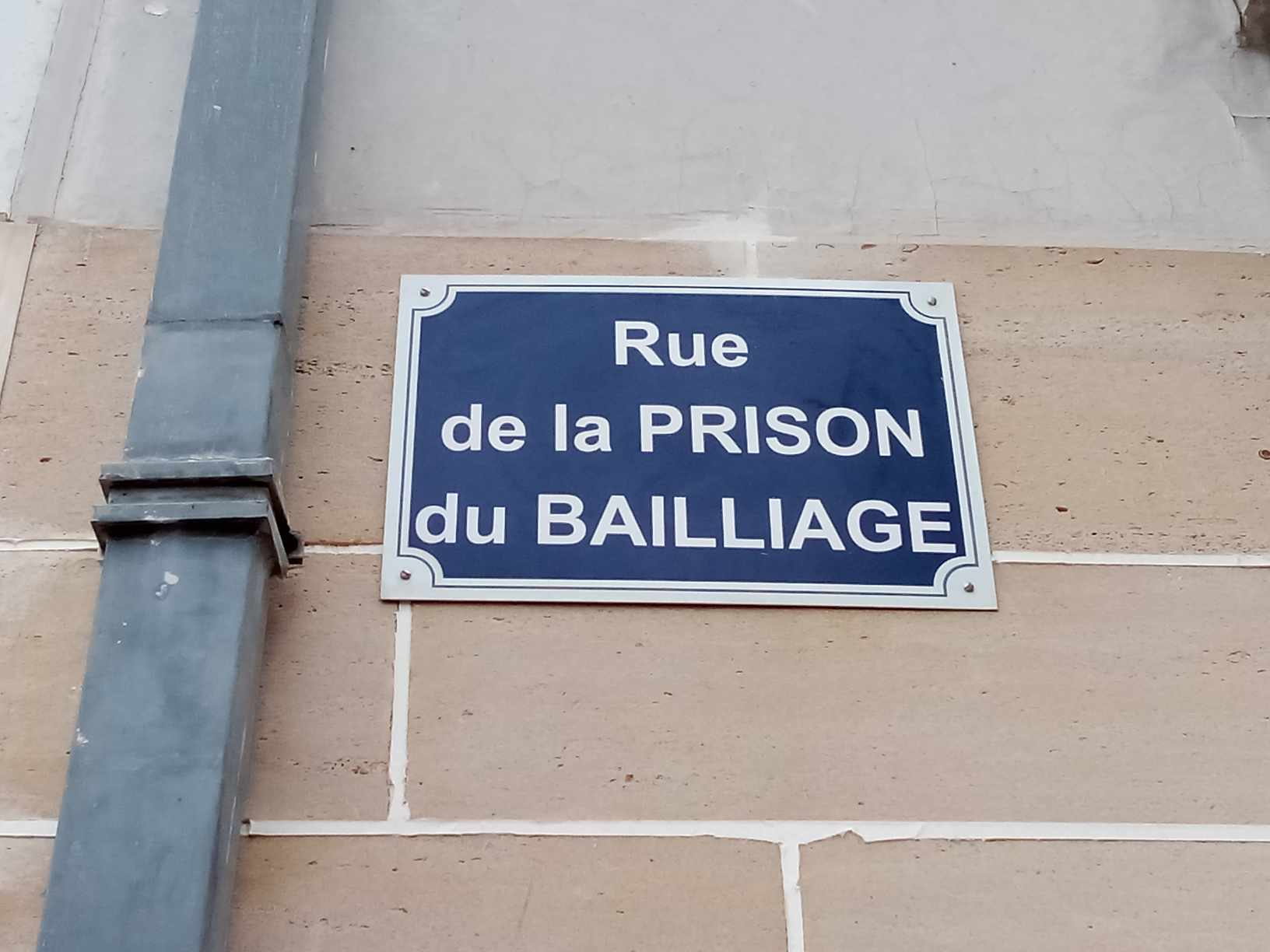
Rue de la Prison du Bailliage à Reims.

En décembre 1785, le procès est ouvert, salle du Présidial de Reims,, en présence du juge Gaultier, de Jean-Simon Levesque, seigneur de Prouilly, ainsi que de plusieurs conseillers du roi. Les accusés n'ont aucun avocat. Durant toute la durée du procès, ils sont incarcérés dans la prison du Bailliage.

Lors de la sentence du 21 décembre, le procureur du roi plaide le supplice de la roue pour Nicolas Niquet, Nicolas Dargent et Nicolas Delahautemaison, puis la potence pour Jean-Baptiste Neveux et Joseph Delahautemaison. Aussi, il réclame que le procès de Jeanne soit repoussé. La chambre confirme la condamnation des trois Nicolas,, et de reporter le procès de Jeanne. Cependant, elle décide de repousser aussi le jugement de Jean-Baptiste Neveux et de Joseph Delahautemaison.

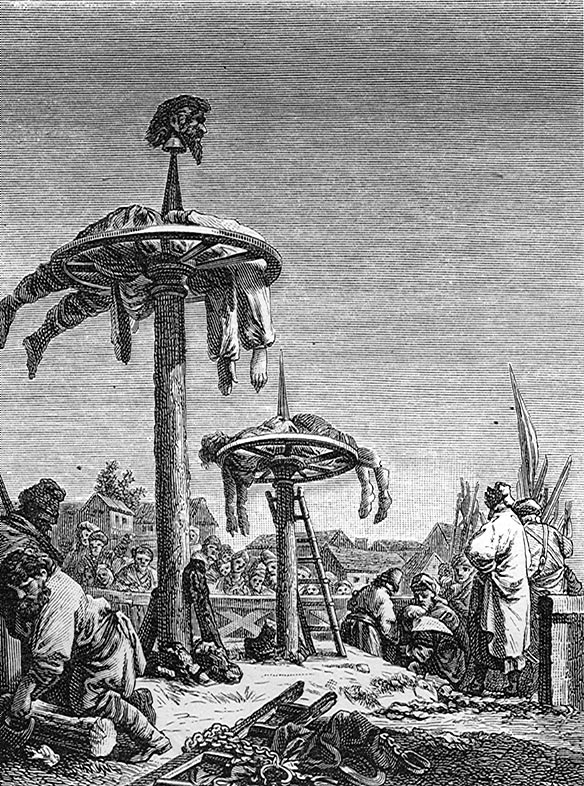
Gravure, fin XVIIIe

La condamnation des trois Nicolas a lieu le 19 janvier 1786, place de la Couture (Place Drouet-D'Erlon), près de l'actuelle fontaine Subé. La veille, ils avouent sous la torture la présence de Jeanne, qu'ils avaient niée jusqu'à présent,. Ils la décrivent vêtue « d'une redingote grise et d'un pantalon en toile, un bonnet rouge sur la tête et le visage enfariné ». Elle est même, selon eux, l'organisatrice du massacre et leur a promis de l'argent. Nicolas Niquet, dit dans son testament de mort, qu'il y avait un septième individu, amené par Jeanne. Nicolas Dargent, dénonce un certain Christophe Cuvillier,.
Le 21 janvier 1786 le présidial condamne Jeanne aux supplice des brodequins suivi d'une mort par pendaison. Jean-Baptiste Neveux et Joseph Delahautemaison sont, eux, condamnés aux galères à perpétuité,, après s’être fait marquer de l'inscription G.A.L, ainsi qu'une fleur de lys au fer rouge et d'avoir assisté à l’exécution de Jeanne Delozanne,,.

### Le supplice de Jeanne

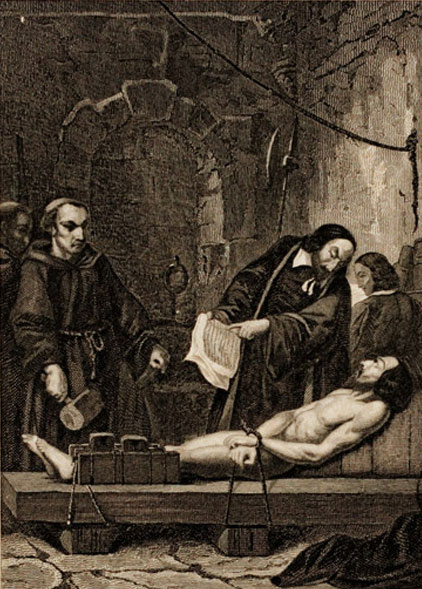
Jean-Baptiste Reville, Urbain Grandier à la question, gravure en eau-forte, fin XVIIIe ou début XIXe.

Le 11 février, à une heure du matin, Jeanne est interrogée une première fois par le juge Jean-Thierry Gaultier en compagnie de ses assistants : Simon-François Malfilâtre et Antoine Tournefils. Après avoir renseigné son nom, son âge et son domicile elle nie toute implication dans l'affaire.
En présence des prêtres Jean-Baptiste-Remy Thierry et Pierre-Louis Marlin, Jeanne est alors examinée par les docteurs Raussin, Le Camus et le chirurgien Museux. Ces derniers la déclarent apte physiquement à subir « la question »,.

#### Question ordinaire
Alors commence « la question ordinaire ». Conformément au supplice des brodequins, le bourreau dispose deux planches de part et d'autre de chaque jambe de Jeanne, avant de lier l'ensemble à l'aide d'une corde et d'enfoncer, à coup de marteau, le premier coin en bois entre les deux planches centrales.
Jeanne avoue son implication, mais aussi celle de Nicolas Dargent, Nicolas Niquet, Jean Baptiste Neveu ainsi que celle de Nicolas et Joseph Delahautemaison. Toutefois elle nie la présence d'un autre complice,,.
Le bourreau frappe un second coin. Jeanne se décrit, contrairement aux aveux de ses complices, vêtue d'un bonnet blanc lors des événements avant de se rétracter et de nier son implication.
Un troisième coin est frappé. Jeanne avoue qu'ils étaient armés de masses et barres de fer, mais continue à nier la présence d'un sixième complice.
Après le quatrième coin, Jeanne se rétracte de nouveau et nie sa propre implication, prétextant avoir parlé sous la douleur. Puis, de manière contradictoire, elle affirme avoir perpétré seule l'assassinat avant de changer de nouveau son aveu en prétendant n'avoir eu que cinq complices.

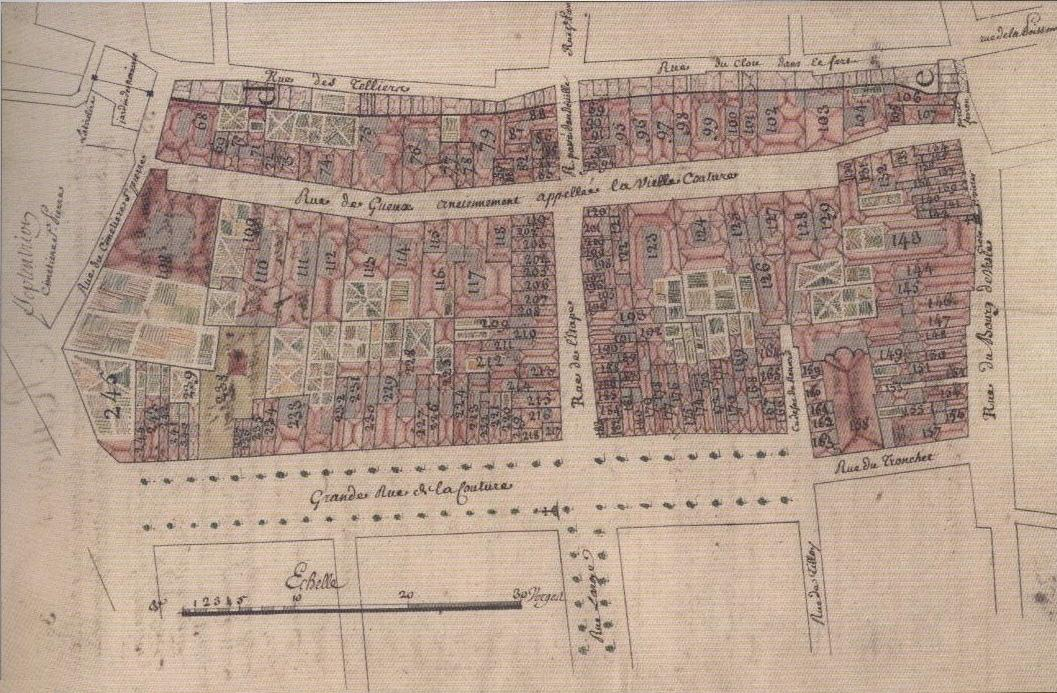
C'est sur la place de la Couture que les accusés sont exécutés. Plan Terrier, 1759

#### Question extraordinaire
Débute alors « la question extraordinaire ».
Le bourreau frappe un cinquième coin, Jeanne prétend de nouveau avoir commis les meurtres seule. Au sixième, elle porte le même discours.
Après les septième et huitième coins, Jeanne se dit accompagnée des complices déjà inculpés, tout en continuant à nier l'existence d'un sixième complice. Elles est alors détachée sous l'ordre du juge Gaultier.
Allongée sur un matelas, elle est interrogée une dernière fois et nie l'existence du dernier complice. En raison de ses blessures, Jeanne n'est plus en état de signer son procès-verbal,.
À deux heures du matin, elle est conduite en chariot place de la Couture,. Sur le chemin, elle refuse de se confesser auprès du prêtre qui l'accompagne. Peu après, Jeanne Delozanne est pendue, sous les yeux de Jean-Baptiste Neveux, Joseph Delahautemaison et de la foule,.

## Enquêtes complémentaires
Conformément au témoignage de Nicolas Dargent, le juge Gaultier fait arrêter Christophe Cuvillier,, meunier et charpentier à Prouilly, il est relâché faute de preuves. Ultérieurement Jean-Baptiste Neveux et Joseph Delahautemaison affirmeront que le dernier complice est Nicolas Fauvet, le fils de Jeanne, âgé de 22 ans et exerçant la profession de commerçant. Après avoir passé un an en prison, et avoir été confronté à de nombreux témoins, il est lui aussi libéré faute de preuves,.

## Dernier cas légal de torture en France
Le 24 aout 1780, Louis XVI interdit la question préparatoire. Cependant la question préalable, reversée aux condamnés à mort, perdure jusqu’au 15 février 1788,. Jeanne Delozanne en est la dernière suppliciée. Bien qu’appliquée sous l'Empire, le régime de Vichy ou encore pendant la guerre d'Algérie, la torture ne fut jamais officiellement réintroduite.
Elle est également la dernière personne pendue en public à Reims,.

## Jeanne Delozanne

### Biographie
Jeanne Delozanne nait le 4 avril 1736 à Prouilly, elle est la fille de François Delozanne et de Marguerite Prevoteau.
Le 10 mai 1756, elle épouse Antoine Bonde, marchand de vêtements qui décède en 1757, à l'âge de 27 ans.
Le 27 novembre 1759, elle se remarie avec Pierre Fauvet.
Le couple remplace Nicolas Dargent à l'exploitation le moulin Cuissat,,, propriété de la famille Levesque, seigneurs de Prouilly,,.
Dans un premier temps, le couple est éconduit au profit de Nicolas Niquet puis, par la suite, au profit de Nicolas Destouches.
Jeanne mène ce dernier en justice mais sans succès,,.
Le 21 janvier 1786, elle est jugée coupable de l’assassinat de la famille Destouche. Elle est exécutée le 11 février, place de la Couture,,,.

### Caractéristiques physiques
Jeanne Delozanne est décrite comme mesurant plus de six pieds (plus de 1m 80).

### Le squelette de la grande Jeannette
Ayant refusé toute confession,, son corps est bouilli, et sur son crane est gravé « Pendue à Reims le 11 février 1786 » et « La Grande Jeannette ».
Son squelette est, par la suite, exposé dans l'amphithéâtre de l'école de médecine,, ou il est utilisé pendant plusieurs années pour les épreuves d'anatomie avant d'être rangé dans un placard,,.
Fin mars 2019, une habitante de Prouilly, soucieuse de savoir ce qu'est devenue le crane, contacte le journal L'Union. Selon elle, un ancien élève de cet établissement, y aurait vu le crâne de Jeanne dans les années 70-80. Quelques jours plus tard, le crâne est retrouvé, dans un carton situé dans les archives du musée Le Vergeur.
Il y est brièvement exposé en octobre 2019, lors de représentations théâtrales. À cette occasion, un certain Charles Édouard Desprez, qui prétend être un descendant de la grande Jeannette, réclame au musée que ses restes soient inhumés.

## Commémoration et culture
En souvenir de la tuerie, un calvaire sera érigé à côté du moulin de Cuissat. L'un comme l'autre seront détruits par plusieurs obus allemand lors de la Première Guerre mondiale. Ni le moulin, ni le calvaire ne seront reconstruits. Aujourd’hui, seul un pin parasol subsiste et marque l'emplacement du site de l’ancien moulin.

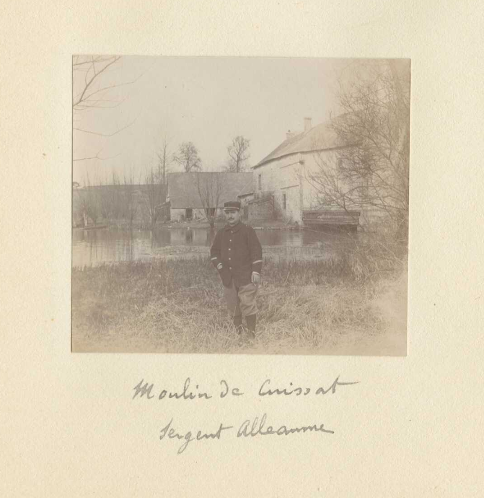
Militaire français, devant le moulin, au début de la Guerre de 1914.
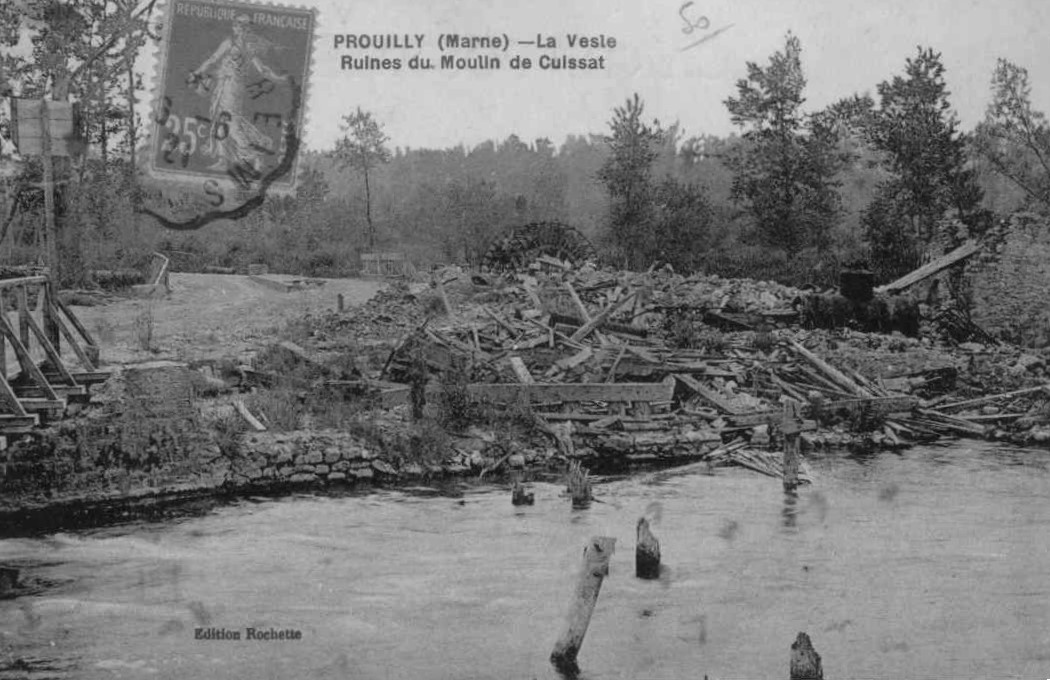
Moulin de Cuissat après le bombardement allemand.

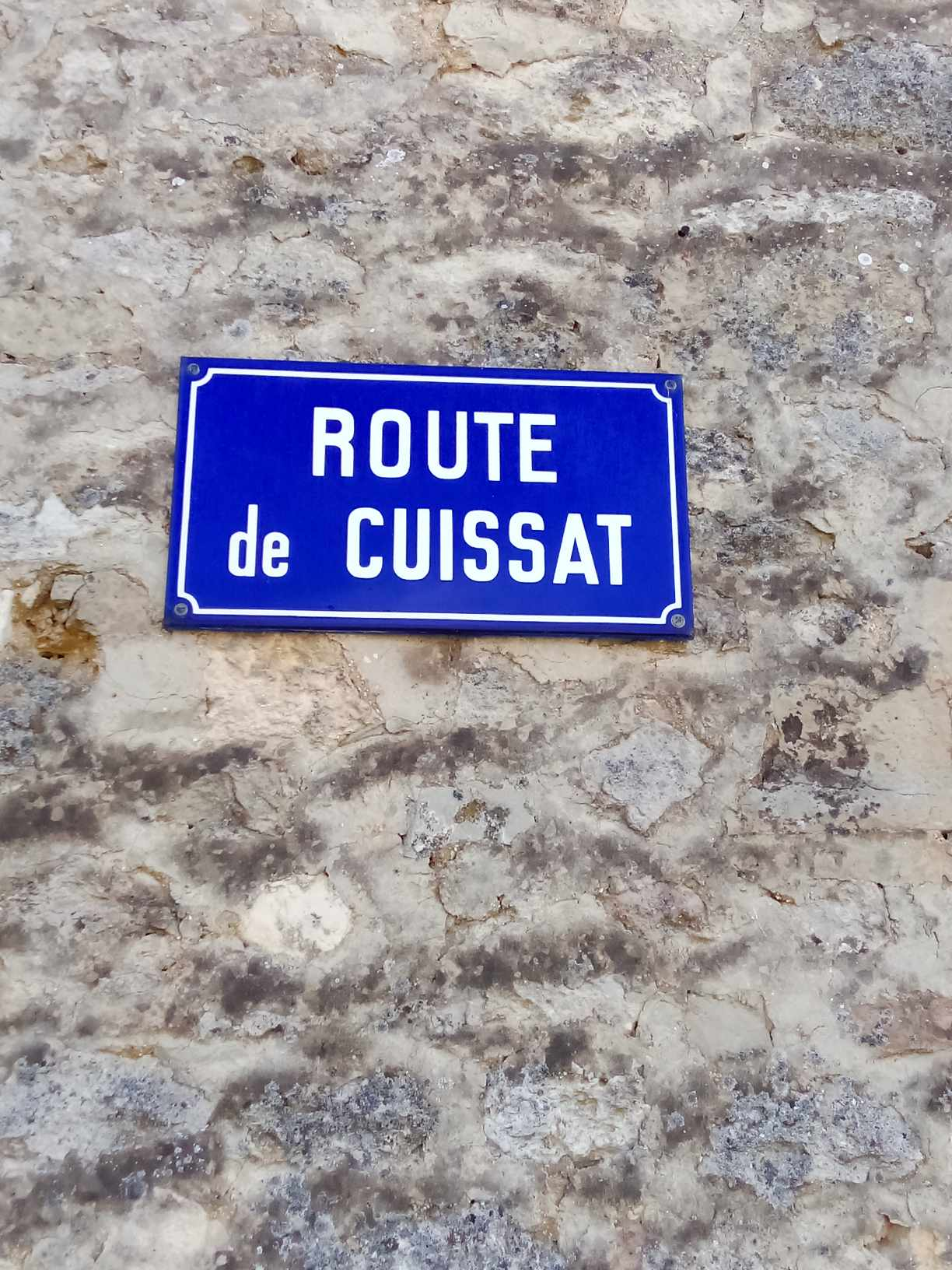
Route de Cuissat à Prouilly.

En 1909, une fiction de Louis Brunet apparaît dans Le Courrier de Champagne. L'année suivante, l'affaire inspire à l'architecte Benard Fouqueray un article que publie la revue Ville de Reims Informations.
En 1984, l'avocat Bernard Faupin prononce un discours sur l'affaire lors de l'audience de rentrée de la cour d'appel de Reims. En 1996, il publiera, aux éditions D. Guéniot, l'ouvrage L'Affaire de la Grande Jeannette ou Le Massacre du moulin de Cuissat : un procès criminel à Reims au XVIIIe siècle.
En 1988, le septuple meurtre inspire au metteur en scène Jean-Pierre Toublan une pièce de théâtre. Sa première représentation a lieu en décembre 1988 au sein de la salle des fêtes de Saint-Brice, avant de tourner dans toute la France. À la suite de la redécouverte du crâne de la grande Jeannette, elle est de nouveau interprétée,, par la troupe Ageasse théâtre, au musée le Vergeur, en octobre 2019,.

### Complainte de la Grande-Jeannette et de ses complices
Avant même le début du procès, l'affaire inspire une complainte, composée de quinze strophes, comprenant chacune deux rimes croisées (ABAB) et deux rimes plates (AABB),.